# Sumer

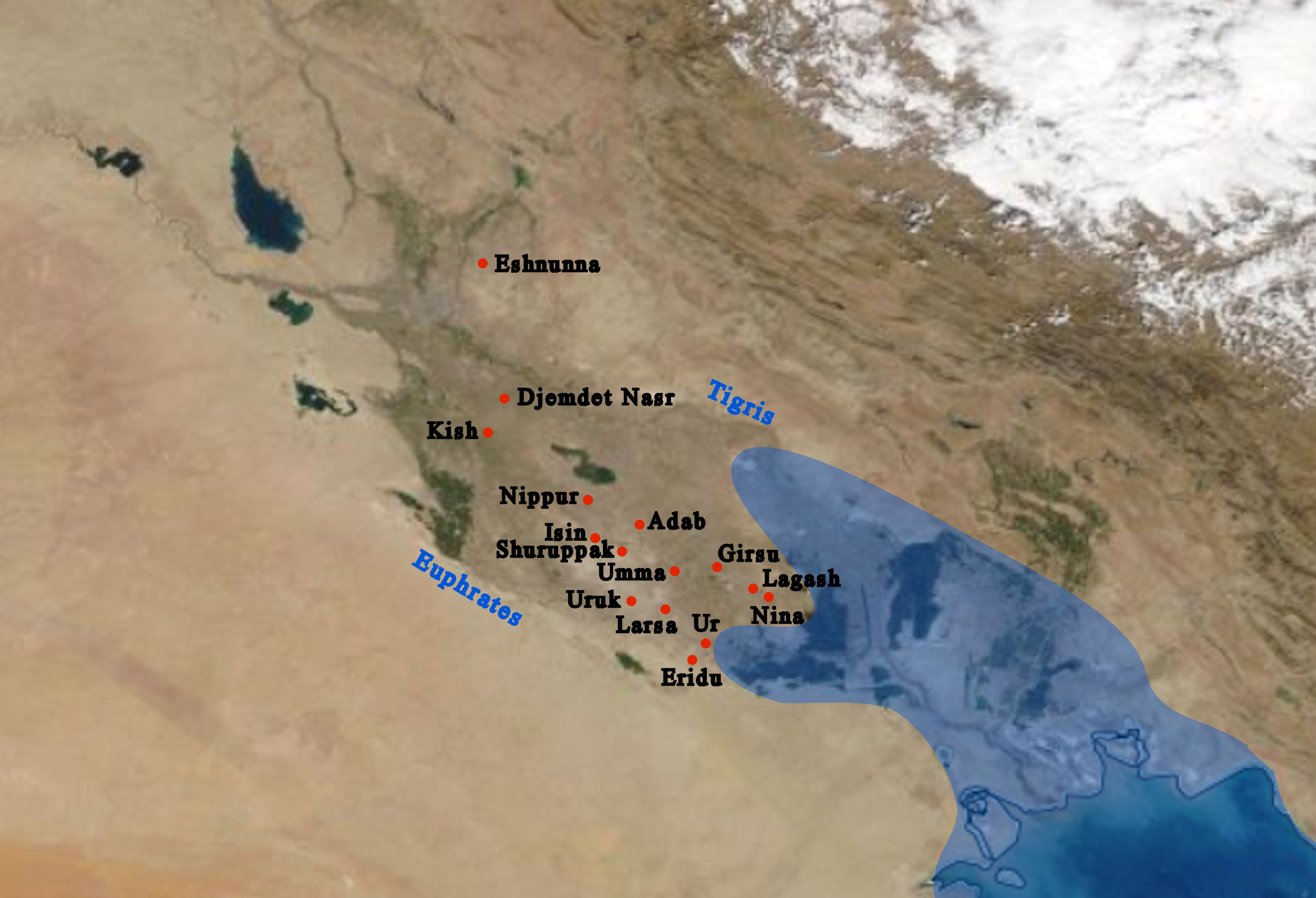
Sumer i jego miasta. W czasach jego istnienia linia brzegowa sięgała miasta Ur.

Sumer (Szumer, Sumeria; sum. 𒌦 𒊕 𒈪 𒂵 Ki-en-gir, hebr. שִׁנְעָר Szinear – por. Rdz 10:10) – starożytna kraina leżąca w południowej części Mezopotamii (dzisiaj południowy Irak). Zamieszkiwali ją Sumerowie, którzy stworzyli wysoko rozwiniętą cywilizację uznawaną za kolebkę kultur Bliskiego Wschodu i Europy. Wybudowali na terenie Mezopotamii szereg miast, z których największe to: Eridu, Ur, Lagasz, Umma, Uruk, Kisz, Sippar.
Sumerowie prowadzili osiadły tryb życia. Trudnili się głównie hodowlą, rolnictwem i rzemiosłem. Nie utworzyli jednak scentralizowanego państwa, a jedynie system miast-państw. Każde z nich posiadało swojego króla, zarazem najwyższego kapłana, w którego rękach spoczywała władza religijna, administracyjna, jak również militarna.

## Historia Sumeru

### Geneza

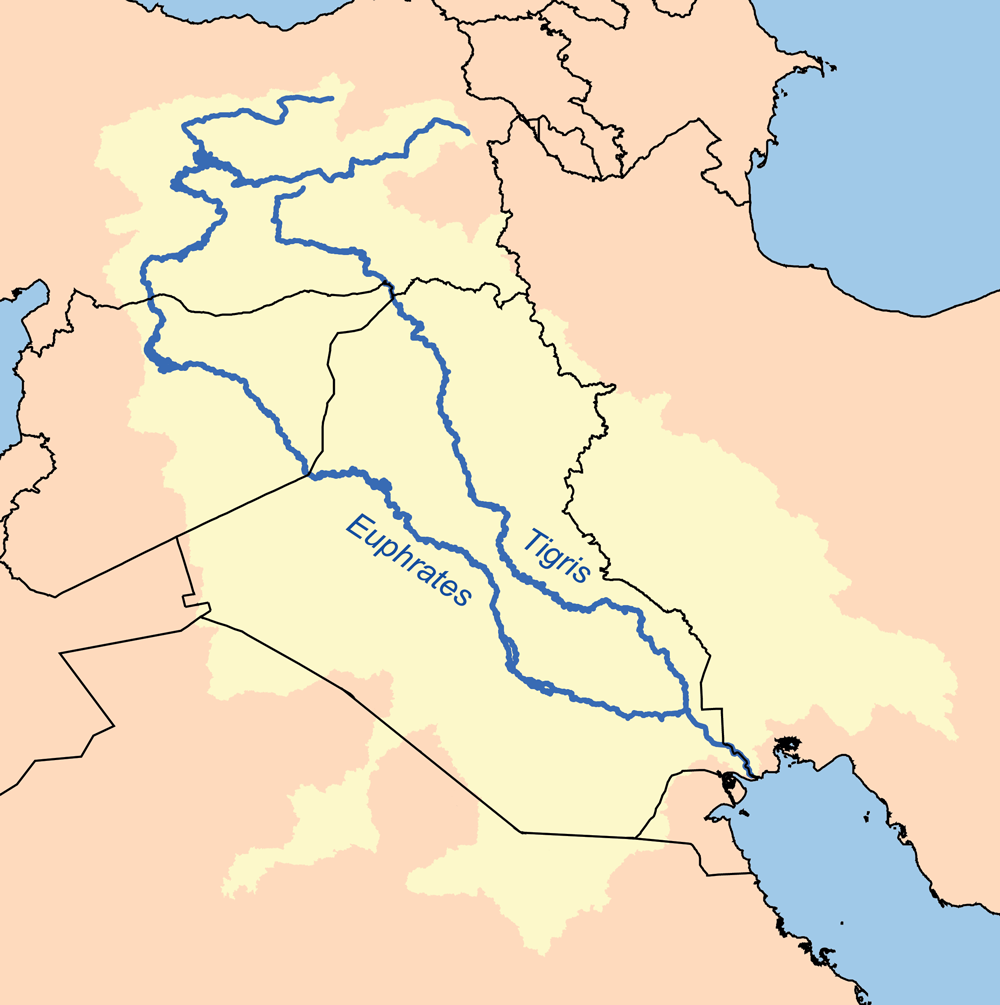
Dorzecze rzek Tygrys i Eufrat

Pochodzenie Sumerów stanowi dla nauki zagadkę. Jedynie nieliczne dane umożliwiają wnioskowanie w tej kwestii. Wedle podań sumeryjskich twórcy cywilizacji mezopotamskiej przybyli drogą morską do południowego Dwurzecza i osiedlili się nad Zatoką Perską. Możliwe, że przybyli tu z gór Zagros. Część językoznawców skłania się nawet widzieć kolebkę Sumerów w Tybecie, Azji Południowo-Wschodniej lub nawet na Malajach, udowadniając rzekome pokrewieństwo języka Sumerów z językami ludów dziś zamieszkujących te obszary. Język Sumerów nie wykazuje jednak tak naprawdę żadnych podobieństw z innymi językami. Jego geneza (podobnie jak całego ludu) jest całkowicie nieznana. Mimo tych niewiadomych można jednak postawić tezę, iż twórcami kultury Ubajd, Uruk i pierwszymi mieszkańcami dolnego biegu Tygrysu i Eufratu byli przynajmniej po części Sumerowie. Ostatnio coraz częściej wiąże się genezę państwa Sumerów z kulturą Indusu.
Oprócz antropologii Sumerów nieznana jest również ich asymilacja z pierwotnymi Semitami. Najprawdopodobniej przybysze pokojowo zasymilowali się z gospodarzami, a dzięki znacznie wyższemu stopniowi kultury, łatwo osiągnęli przewagę w dolnej Mezopotamii (zwanej przez Semitów Sumerem).

#### Tell el-'Oueili

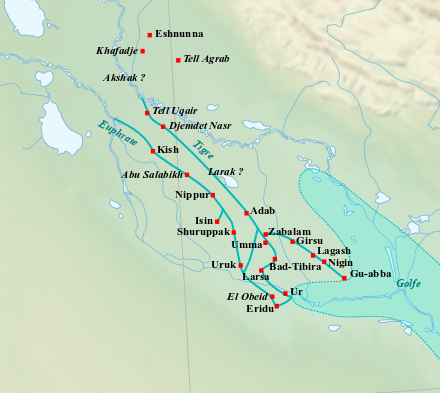
Najstarsze sumeryjskie miasta z ówczesną linią brzegową Zatoki Perskiej. Na mapie nie zaznaczono Tell el-'Oueili, które znajduje się niecałe 4 kilometry na południowy wschód od Larsy (w stronę Ur).

Tell el-'Oueili to nazwa stanowiska archeologicznego, które oszacowano poprzez datowanie karboradiologiczne na okres Ubajd 0 (inaczej też zwany fazą 'Oueili, 6400-5500 p.n.e.). Jest to najstarsza odkryta osada/miasto w południowej Mezopotamii, poprzedzająca nawet Eridu (założone około 5400 p.n.e.). Wobec tego, w kontekście pojawienia się pierwszych miast, powstanie Sumeru jako państwa można datować najpóźniej na około 5500 p.n.e.

### Okres Uruk (4300–3100 p.n.e.)
Sumerowie pojawiają się w południowej Mezopotamii i rozpoczynają budowę kanałów oraz osuszanie rozlewisk w delcie Tygrysu i Eufratu. Powstają pierwsze miasta, z których największym było Uruk, mające około 10 tysięcy mieszkańców. Około 3400 roku p.n.e. pojawia się pismo obrazkowe, a pod koniec IV tysiąclecia p.n.e. brąz. W początkowo zdominowanych przez rolników miastach mieszka coraz więcej rzemieślników. Rozwija się handel.

### Okres Dżemdet Nasr (3100–2900 p.n.e.)
Okres ten jest w prostej linii kontynuacją poprzedniego, a jego wyodrębnienie jest czysto arbitralne, oparte na niewielkich różnicach w stylu i jakości, m.in. w rozplanowaniu świątyń, dekoracjach ścian; jedynie w rzeźbie można zauważyć większe różnice w stosunku do okresu Uruk, głównie w zakresie jej większego rozwoju.
Sumerowie stworzyli pierwsze w świecie formy państwowości. Każde ich miasto było oddzielnym, niezależnym państwem. Każde miało własnego władcę. Społeczeństwo ich miało hierarchię i podział ról. Jedni uprawiali ziemię, czy budowali; inni rządzili. Sumerowie zbudowali sztuczne kanały, które nawadniały suche tereny. Teraz rolnicy mogli uprawiać ziemię tam, gdzie kiedyś nie było to możliwe.
Sumerowie znali pismo. Pisali na glinianych tabliczkach o powierzchni najczęściej 25 centymetrów kwadratowych. Znaki wyciskali w glinie za pomocą rylca. Pismo Sumerów było obrazkowe, to znaczy każdy znak był ideogramem – oznaczał cały wyraz. Pisane wówczas teksty miały przede wszystkim charakter praktyczny. Spisywano żywy inwentarz i narzędzia rolne, pisemnie ustalano podział produktów rolnych i wytworów rzemiosła. Zapisywano liczby: kreski oznaczały jedności, a koła dziesiątki. Pisano również listy. List dostarczał posłaniec i odczytywał go, adresatowi. Zdarzało się, że na jednej tabliczce pisano kilka listów do różnych osób. List zaczynał się słowami: "Mów do tego a tego: oto co rzecze ten a ten".
Religia Sumerów była politeistyczna. Bogów widzieli w siłach przyrody, czyli upersonifikowali je. Wierzyli, że bogowie tworzą arystokrację Wszechświata, a ludzie są niewolnikami pracującymi dla nich.
Sumerowie nieustannie byli nękani najazdami nomadów z zachodniej pustyni.
Mniej więcej w tym okresie, na północ od Sumeru nad Tygrysem osiadły plemiona koczownicze mówiące w języku semickim. Wybudowali miasto Aszur, dając początek państwu asyryjskiemu. Jednak słabsza Asyria pozostawała pod wpływem Sumeru.

### Okres wczesnodynastyczny (ok. 2900–2350 p.n.e.)
Okres wczesnodynastyczny w historii Sumeru podzielić możemy właściwie na trzy części. O ile o pierwszym i drugim wiemy niewiele, to trzecia część tego okresu jest nam znana całkiem dobrze dzięki licznym inskrypcjom królewskim.
Opis historii tego okresu możemy zacząć właściwie od pierwszego, historycznie potwierdzonego władcy jakim był Enmebaragesi (ok. 2700 r. p.n.e.), władca Kisz. Powszechnie uznaje się go założycielem I Dynastii z Kisz. Wszystkie dostępne źródła potwierdzają dominującą rolę Kisz w świecie Sumeryjskim w III tysiącleciu przed Chrystusem. Warto wspomnieć, iż pochodził on z pierwszego, słabo znanego nam okresu. Enmebaragesi kontrolował Nippur, które było powszechnie uważane za stolicę wszystkich Sumerów ze względu na liczne obiekty religijne znajdujące się w tym mieście takie jak świątynia głównego boga Sumerów – Enlila. Ten kto kontrolował Kisz, kontrolował cały Sumer. Enme-baragesi toczył zwycięskie wojny z Elamem, jednak nie wiemy (z powodu niewielu inskrypcji) czy się tylko bronił, czy występował w roli agresora.
Drugim głównym ośrodkiem politycznym ówczesnego Sumeru było miasto Uruk. Rządziła wtedy tam I Dynastia z Uruk a zdecydowanie jej najwspanialszym przedstawicielem był Gilgamesz. Był to władca który prowadził liczne wojny ze wspomnianym wyżej miastem Kisz. Pokonał syna Enmebaragesi o imieniu Agga. Jednocześnie przejął kontrolę nad Nippur przez co Uruk urosło w randze politycznej. Jednocześnie pokonanie Kisz spowodowało zatrzymanie ekspansji tego miasta. Mimo tego zwycięstwa nie możemy mówić o jakiejkolwiek stabilizacji politycznej w tym okresie. Historycy argumentują ten fakt tym, iż większość państw-miast budowało w tym czasie potężne mury obronne. Świadczyło to o zagrożeniu ze strony sąsiadów lub barbarzyńskich (choć w tym okresie nie znano jeszcze takiego słowa) ludów północy.
W tym momencie kończy się słabo znajoma nam historia I i II części okresu wczesnodynastycznego. Historię tego okresu warto zacząć od miasta Lagasz, które doszło do swej potęgi dzięki dynastii Ur-Nansze. Należy dodać tutaj, iż Lagasz właściwie przez cały czas swego istnienia toczyło liczne boje z miastem Umma. Tematem sporów były zapewne żyzne gleby przygraniczne. Wprawdzie nie pierwszym, ale najwybitniejszym przedstawicielem dynastii Ur-Nansze był Eanatum (ok. 2450 r. p.n.e.). Nie tylko rozgromił on Ummę, ale podporządkował sobie większość terenów Sumeru nie wyłączając Nippur i samego Kisz. Jego wojska dotarły nawet pod Marii.
Z niewiadomych przyczyn (prawdopodobnie z powodu śmierci władcy) imperium Eanatuma rozpadło się a rolę hegemona sumeryjskiego przejął przedstawiciel I dynastii z Ur – Mesannepadda. W tym okresie możemy mówić o osłabieniu każdej władzy, za sprawą umacniania się semickich ludów Akadów. Prawdopodobnie fala najazdów tego ludu wstrząsnęła tamtejszymi strukturami państwowymi. To oczywiste i bezpośrednie zagrożenie zmusiło władców poszczególnych miast do zawarcia sojuszów. Zrobili to po raz pierwszy (w historii świata) królowie Entemena z Lagasz oraz Lugal-kinisze-dudu z Ur. Nie był to jednak zwykły sojusz militarny. Porozumienie to dzieliło strefy wpływów oraz potwierdzało wzajemną pomoc wobec każdego agresora zewnętrznego.
Około 2370 r. p.n.e. rolę hegemona Sumeru przejął ummyjski władca Lugalzagesi (ok. 2375–2350 r. p.n.e.), który za wszelką cenę chciał pokonać odwiecznego wroga, jakim był Lagasz rządzone przez Urukaginę. Miał jednak również inny cel, znacznie ambitniejszy. Chciał zjednoczyć wszystkie miasta Sumeru (pod wodzą Ummy), aby wszystkie państwa przeciwstawiły się nowemu wrogowi, jakim byli Akadowie. Doznał katastrofalnej klęski i ugiął się pod naporem wojsk akadyjskich Sargona. Zwycięstwo Sargona Akadyjskiego (2350–2210 r. p.n.e.) było całkowite. Lugalzagesi skończył w pohańbieniu, uwiązany do bram świątyni Enlila w Nippur. Zdobyte zostały Uruk, Ur, Lagasz, Umma, a ich mury zniszczone. Inne miasta zapewne poddały się bez walki. Stolicę przeniesiono do nowo utworzonego miasta Akad, a Sumer od tego momentu stał się Sumero-Akadem. W ten sposób zakończył się okres wczesnodynastyczny, a tym samym rozpoczął się okres staroakadyjski.

### Okres staroakadyjski i gutejski (2350–2120 p.n.e.)

#### Okres staroakadyjski (2350–2210 p.n.e.)
Sargon po podbiciu Sumeru stworzył wielkie imperium, które rozciągało się od Zatoki Perskiej po północną Mezopotamię. Mimo dość rozpowszechnionej propagandy, która ukazywała go jako wielkiego, sprawiedliwego i miłującego pokój władcę, podbite tereny sumeryjskie tylko czekały na zrzucenie jarzma tyrana. Po jego śmierci władzę przejęli dwaj synowie Sargona Akadyjskiego o imionach Rimusza i Manisztusu. Jednak ich panowanie tylko kompromitowało pierwszego króla Sumero – Akadu. Stracili większość dziedzictwa ojca za sprawą licznych buntów miast sumeryjskich. Najpierw Rimusza utracił liczne tereny północne imperium, a po wstąpieniu na tron jego brata, czyli Man-isztusu, odłączył się również podbity za Sargona Elam.
Odrodzenia imperium dokonał wnuk Sargona Akadyjskiego o imieniu Naram-Sin (2270–2235 r. p.n.e.). Jego panowaniu przypisywany jest wielki bunt, który wybuchł w południowym Sumerze. Zbuntowały się prawie wszystkie miasta pod przywództwem króla Uruk, jakim był w tym okresie Mamor-girida oraz króla Kisz noszący imię Iphur-Kisz. Walki trwały kilka lat, ale bunt stłumiono. Naram-sin nie tylko ponownie podporządkował sobie tereny buntownicze, ale zdobył również ważny rejon, jakim był Chabur.
Już za panowania Naram-sina poważnym zagrożeniem stały się ludy Gutejczyków i Lulubejów z gór Zagros, które pustoszyły północne tereny Sumero-Akadu. Mimo wielu zwycięstw wielkiego władcy, liczne bitwy zostały nierozstrzygnięte i były to pierwsze przejawy schyłku państwa. Władzę po Naram-sinie przejął Szar-kali-szarri, który utrzymał tereny imperium tylko na początku swego panowania. Atakowany ze wszystkich stron przez Elamitów, koczownicze plemiona Amorytów oraz ludy Zagrosu, Gutejczyków i Lulubajów uległ potędze wroga a kraj pogrążył się w ruinie na blisko 100 lat. Miało to miejsce w roku 2210 p.n.e.

#### Okres gutejski (2210–2120 p.n.e.)
Okres gutejski to prawdziwe ciemne wieki w historii Sumero-Akadu. Władzę objęli głównie Gutejczycy i Lulubajowie, zachowując typowo koczowniczy, lub półkoczowniczy tryb życia. Zadowalali się głównie daninami oraz łupami które zdobywali podczas regularnych najazdów na miasta byłego Sumero-Akadu. Sumeryjska Lista Królów wspomina o 21 królach barbarzyńskich.
Najszybciej odrodziło się miasto Lagasz, dzięki swemu trudno dostępnemu położeniu. Prawdopodobnie nigdy nie zaznało obecności Gutejczyków na swym terytorium. W połowie XXII w. p.n.e. do władzy doszła tam lokalna II dynastia której najwspanialszym przedstawicielem był Gudea (2144–2124 r. p.n.e.). Uznał on zwierzchnictwo Gutejczyków i za ich zgodą zjednoczył południowy Sumer w tym Uruk, Ur, Eridu, Larsę i Zabalam. Doprowadził do rozkwitu gospodarczego podległych mu terytoriów. Jego panowanie było pierwszym przejawem "renesansu sumeryjskiego". Jednak to nie on ostatecznie wypędził wrogie ludy. Zrobił to Utuhengal, król uniezależnionego Uruk, założyciel i jedyny przedstawiciel IV dynastii. Zebrał wielką armię i stopniowo wypędzał barbarzyńców z Sumero-Akadu aż do ostatecznego zwycięstwa.

### Okres neosumeryjski (2120–2005 p.n.e.)
W roku 2113 p.n.e. władca z Uruk został obalony przez swojego gubernatora z Ur, Ur-Nammu, który następnie, głównie drogą dyplomatyczną, podporządkował sobie cały Sumero-Akad. Oficjalnym bogiem państwa stał się bóg księżyca – Suen. Odbudowano struktury administracyjne oraz system irygacyjny i prawo. Postać tego króla musiała być bardzo istotna w czasach gutejskich, gdyż dopiero w jego czasach sporządzono pierwszą wersję Sumeryjskiej listy królów jako programowego tekstu ideologicznego. Niewiele wiemy o podbojach Ur-Nammu. Jednak pewne jest, że pokonał Utuhengala oraz głównego rywala, jakim był Nammahani z Lagasz. Podporządkował sobie cały Sumero-Akad oraz przejął wpływy i kontakty handlowe po następcach Gudei. Jednak prawdziwym twórcą potęgi III dynastii z Ur był Szulgi (2095–2048 r. p.n.e.). Podbił on całą Mezopotamię oraz Elam. Dotarł nawet do Zatoki Perskiej. Doprowadził do perfekcji system zarządzania prowincjami i ziemią. Rdzeniem państwa był Sumero-Akad, a na terenach prowincji rządzili namiestnicy (ensi) w imieniu króla. Armią dowodzili dostojnicy wojskowi (szagina). Za panowania Ur-Nammu państwo urosło do roli wielkiego imperium, jednak już jego następcy borykali się z wielkimi problemami, takimi jak rozwiązłość i kosztowność systemu administracyjnego. Do tego ogromnym problemem stało się utrzymanie odległych prowincji, w których lokalni namiestnicy uzurpowali sobie władzę starając się odłączyć od rdzenia państwa. Prawdziwym problemem jednak były koczownicze ludy Amorytów, Hurytów i Elamitów regularnie atakujących prowincje imperium. Katastrofalne apogeum osiągnięto za panowania Ibbi-Suena (2029–2005 r. p.n.e.). Już na początku jego rządów amoryccy najeźdźcy przerwali główny pas umocnień zwany „murem przeciw Amorytom” wdzierając się do samego Sumero-Akadu. Chciano utrzymać władzę nadając najeźdźcom liczne tytuły z namiestnikami prowincji włącznie. Nic to nie dało i barbarzyńskie ludy spustoszyły większość miast imperium. Ostatni król sumeryjski został prawdopodobnie uprowadzony, a wraz z nim w bezpowrotną przeszłość odeszła cała epoka w dziejach Mezopotamii. Skończył się czas Sumerów.
Wydaje się jednak, że nawet już w tamtych czasach zdawano sobie sprawę z dokonującego się przełomu. Świadczy o tym spisany nieco później Lament nad upadkiem Ur. Przemiany polityczne nie spowodowały upadku kulturalnego oraz ekonomicznego. Amoryci, w odróżnieniu od barbarzyńców z okresu gutejskiego, szybko zasymilowali się z ludnością podbitego imperium. Przejęli ich język, pismo a wymieszawszy kulturę sumeryjską ze swoją przyczynili się do jej rozkwitu.

### Okres starobabiloński (2005–1595 p.n.e.)
Po upadku Ur nastąpił okres ostrej rywalizacji między pozostałymi miastami. W tym czasie w wielu sumeryjskich miastach dominowali Semici (np. Amoryci), a język sumeryjski powoli stawał się językiem martwym i w roku 1800 p.n.e. był używany już tylko w literaturze i administracji.
Początkowo najsilniejszym miastem było sumeryjskie Isin, które opanowało Akad, a w roku 1931 p.n.e. wypędziło Elamitów z Ur. Jednak pod koniec XX w. p.n.e. na czoło wysunęło się miasto Larsa i na przełomie XIX i XVIII w. p.n.e. ostatecznie podbiło Isin. W roku 1763 p.n.e. potęga Larsy została zniszczona przez Hammurabiego – amoryckiego władcę akadyjskiego Babilonu. Dwadzieścia jeden lat później w Larsie wybuchła rebelia przeciwko władzy Babilonu. Po pięciu latach walk mieszkańcy Sumeru ulegli synowi Hammurabiego, Samsu-ilunie, jednak w wyniku zniszczenia sieci irygacyjnej większość miast na południe od Babilonu została opuszczona.
Na tym w zasadzie kończy się historia Sumerów. W roku 1595 p.n.e. Babilon został złupiony przez Hetytów, ale miasta sumeryjskie już się nie podniosły, a sami Sumerowie roztopili wśród ludów semickich.
Za potomków Sumerów uznają się Mad'an (tzw. Arabowie z bagien), którzy wciąż zamieszkują mokradła w delcie Eufratu i Tygrysu.

## Gospodarka i przemiany społeczne
W drugiej połowie IV tysiąclecia nastąpiły na Bliskim Wschodzie istotne przemiany w życiu ludzi, mające doprowadzić do powstania cywilizacji miejskiej. Wielu badaczy opierając się na wynikach badań paleoklimatologicznych postuluje zmianę klimatu z wilgotnego na bardziej suchy w omawianym okresie, co spowodowało ruchy ludności i jej grupowanie się w osiedlach. Choć ten czynnik na pewno miał duże znaczenie, to jednak wydaje się, że nie było ono decydujące.
Silniejszym czynnikiem mógł być autorytet religijnych sanktuariów istniejących w tym okresie. Stawały się one ośrodkami wyspecjalizowanego rzemiosła, a rolnicy potrzebowali przecież narzędzi pracy i ceramiki, których nie mogli wytworzyć własnym sumptem. Wielu rolników musiało zamieszkiwać w sąsiedztwie świątyń i oddawać jej swe plony w zamian za narzędzia pracy wytwarzane przez świątynnych rzemieślników. Z czasem kapłani przejęli kontrolę nad gospodarką i irygacją, co zapewne zwiększyło wydajność rolnictwa. Ziemię poczęto uważać za własność bóstw. Kontrola nad wspólnym wysiłkiem społeczności w dziedzinie irygacji miała tu kluczowe znaczenie, ponieważ ta ważna dziedzina gwarantowała kapłanom kontrolę nad ludźmi i zasobami żywności.
Dolny odcinek Niziny Mezopotamskiej to region gorący i parny, o kontynentalnym klimacie, obfitujący w bagna i mokradła. Tylko dzięki wytężonej pracy ludzi nad nawadnianiem za pomocą systemu irygacyjnego tutejsze ziemie mogą dać bardzo wysokie plony. Tygrys i Eufrat wylewają na przełomie kwietnia i maja, tuż przed upalnym latem. Wylewy te są gwałtowne, albowiem zasilają je topniejące śniegi w górach Armenii. W szybkim czasie objętość wody w rzekach wzrasta ośmiokrotnie zalewając niemal zupełnie płaski teren. Wylew nanosi ogromną ilość mułu składającego się w większości z gliny i wapna. Dzięki całorocznemu nawodnieniu wodę kierowano na pola, gdzie żywiła rośliny, a muł użyźniał glebę. Kanały bardzo szybko się zamulały, a parująca woda pozostawiała na polach sól, która szybko uniemożliwiała uprawy.
Każda społeczność miała odrębny system kanałów, tam i zbiorników zapasowych, co prowadziło do utrwalenia się podziałów politycznych (system irygacji sprzyjał tworzeniu się odrębnych miast-państw). Taki system irygacyjny był dziełem całej społeczności kierowanej przez przedsiębiorcze i ambitne jednostki kierujące całym przedsięwzięciem, czyli przez władców kapłanów nadzorujących jednocześnie kult i gospodarkę oraz administrację. Podporządkowali sobie oni mieszkańców wiosek i pierwszych miast. Z czasem kopanie kanałów zaczęło być postrzegane jako święty religijny obowiązek kapłanów-królów (en), tak samo jak odbudowa świątyń. Władcy poczęli się uważać za namiestników bóstw, rządzących w ich imieniu (w rozumieniu Sumerów każde miasto-państwo było domeną odpowiedniego boga zamieszkującego miejską świątynię). Odtąd każdy władca stawał się namiestnikiem boskim, a wszelkie nieposłuszeństwo wobec niego stanowiło zbrodnię i świętokradztwo. Królowie zyskali naczelną rolę w społeczeństwie. Powstał w ten sposób specyficzny ustrój państw starożytnego Wschodu.
Przemiany te miały miejsce w późnym okresie Uruk. Wtedy to wskutek zmiany biegu rzek osadnictwo skoncentrowało się nad dolnym Eufratem i Tygrysem, blisko ujścia do Zatoki Perskiej. Osiedla w tym rejonie znacznie powiększyły swą powierzchnię. Świadectwem dużej roli irygacji jest wyraźne usytuowanie osad wzdłuż głównych kanałów i rzek. Powstała wyraźna hierarchia osad, z dominującymi osiedlami, które już wkrótce staną się miastami.
Państwo nie ingerowało zbytnio w sferę życia seksualnego ludzi. Poza nielicznymi przepisami regulującymi sprawy małżeństwa, życie intymne pozostawało sprawą prywatną, regulowaną przez normy obyczajowe. A normy te odznaczały się podejściem otwartym i przyzwalającym, seks był uznawany za zjawisko zupełnie naturalne, nieodzowne, a jego rolę jako wszechogarniającej siły przyrody podtrzymywał system wierzeń religijnych, typowy dla kultur agrarnych.